# Damballah
Damballah, Damballa, Danbala oder Dam Ballah ist der schlangenförmige oberste Loa (Geist) in der haitianischen Religion des Voodoo. Auch andere Varianten des Namens mit und ohne h, und/oder Doppel-l bzw. n statt m existieren, sind aber weniger verbreitet.

Veve für Damballah

## Funktion
Damballah wird im Voodoo als der Vater aller Loa, Menschen und Schutzgeister verehrt. Gemeinsam mit seiner ebenfalls als Schlange (Regenbogenschlange) dargestellten Frau Ayida Wédo steht er für das absolut Göttliche in seiner männlich-weiblichen Dualität. Das Paar verkörpert die dem Menschen wohlgesinnte, „unschuldige“ Vater- bzw. Mutterfigur.
Er ist der Loa der Fruchtbarkeit und Sexualität, der Bewahrer der Tradition und kulturellen Wurzeln aller Völker. Die Schöpfung durch Damballah geschah nach Voodoo-Glaube im Auftrag von Mahou.
Geweihte, von Kindheit an ausgebildete Priester, die ein Alter von mindestens 40 Jahren erreicht haben, sollen mit Damballah kommunizieren können. Diese Personen sollen besonderes Einfühlungsvermögen, Gutmütigkeit und Friedfertigkeit besitzen. Gegenüber Nichtgeweihten zeigt sich Damballah nach Voodoo-Glaube lediglich als liebevolle, aber unkommunikative Präsenz, die mit Harmonie, Optimismus und Lebensfreude assoziiert wird.

## Parallelen zu anderen Religionen
Nach dem Voodoo-Glauben existiert Damballah auch in Religionen, die teilweise völlig anderen Kulturkreisen angehören. Stellenweise beruhen diese Vergleiche auf dem Umstand, dass die fremden Gottheiten ebenfalls von Schlangen repräsentiert werden oder wurden, z. B. der griechisch-römische Asklepios oder die hinduistische Kundalini.

### Christentum
Durch die Christianisierung vieler Verbreitungsgebiete des Voodoo überschneidet sich Damballah mit der Person des Heiligen Patrick. Die Darstellungen von St. Patriock dienen oft zur Repräsentation des Gottes im Voodooritual. Damballah wird auch oft mit Moses verglichen, da sich der Stab von Moses vor dem Pharao in eine Schlange verwandelte.

### Andere Religionen
Damballah trägt, wie auch seine Frau Ayida, häufig mit den Beinamen „Wédo“. Zudem wird er in der Santería mit Obatala verglichen, für welchen auf dem Altar das Zepter, die Sonne, den Mond und die Schlange als rituelle Gegenstände in verschiedenen Ausführungen bereitgestellt wird. Obatala wird im Candomblé Oxalá genannt und wird, je nach Ansicht der Gläubigen, als eigenständiger Orixa oder zwei verschiedene Orixas betrachtet. Die Gläubigen der Religionen Voodoo, Santería und Candomblé verweisen stets darauf, dass Damballa Wédo, Obatala und Oxala ein und derselbe Loa, bzw. Orisha, bzw. Orixa ist.
Des Weiteren sind Damballah Wédo und Ayida Wédo als Oxumaré im Candomblé bekannt. In dem Falle sind beide eine hermaphroditische Gestalt, wobei Damballah die Erdschlange und Ayida den Regenbogen verkörpert.
Gläubige sehen auch in weiteren Gottheiten, die mit Schlangen und Vögeln assoziiert werden, eine Verbindung zu Damballah, z. B. beim Quetzalcoatl der Azteken oder dem Schlangentanz der Hopi.

## Kult
Man opfert Damballah in Haiti in Ritualen ein Ei, das er als Schlange mit seinen Zähnen zerdrückt. Wenn der Loa im Ritual von einem Anhänger „Besitz ergreift“, diese also in Trance fallen, so kommuniziert er sehr selten, und neigt eher dazu, auf dem Boden zu kriechen oder sich wie eine Schlange zu winden.
In Sodo – einer Pilgerstätte in Haiti – geraten vom 13. bis 15. Juli jeden Jahres Menschen in Verzückung und sitzen dabei am Wasserfall stehen aufrecht.
In einigen Orten von Haiti wird am 25. August jeden Jahres Ritual durchgeführt, das als „Der Tisch“ bzw. „Die Kommunion von Damballah“ bezeichnet wird. Damballah offenbart sich als weißer Rada Loa, der die Kommunion Jesu Christi empfängt. Dieses Datum gilt als heiligster Tag des Damballah und soll mit dem Jahrestag der Zerstörung Pompejis zusammenhängen. Die Kommunion steht für die rituelle Reinigung. Gläubige und Priester beten an diesem Tag für den Frieden.

## Symbolik
Der Legende nach lebt Damballah in Schlangengestalt auf einem Baum in der Nähe einer Quelle oder er fährt in ein Becken, das man für ihn erbaut hat.
Seine „göttliche“ Farbe ist das Weiß, da Sperma, das in der Voodoo-Vorstellung für Fruchtbarkeit steht, ebenfalls eine helle Färbung hat. In späterer Zeit wurden auch die Regenbogenfarben, besonders für Ayida Wedò, mit einbezogen.